# Kamiah
Kamiah é uma cidade localizada no estado americano de Idaho, no Condado de Idaho e Condado de Lewis.

## Demografia
Segundo o censo americano de 2000, a sua população era de 1160 habitantes.
Em 2006, foi estimada uma população de 1151, um decréscimo de 9 (-0.8%).

## Geografia
De acordo com o United States Census Bureau tem uma área de
3,1 km², dos quais 2,9 km² cobertos por terra e 0,2 km² cobertos por água. Kamiah localiza-se a aproximadamente 382 m acima do nível do mar.

## Localidades na vizinhança
O diagrama seguinte representa as localidades num raio de 32 km ao redor de Kamiah.